# Khalil Joreige
Khalil Joreige (Arabisch: خليل جريج) (Beiroet, 1969) is een Libanees filmregisseur, scenarioschrijver en filmproducent. Hij werkt sinds 1999 samen met zijn echtgenote Joana Hadjithomas.

## Biografie
Khalil Joreige werd in 1969 geboren in Beiroet en studeerde samen met Hadjithomas, moderne literatuur aan de universiteit van Nanterre in Frankrijk en studeerde daarna filmregie aan de New York-universiteit in de Verenigde Staten. Hij is samen met Joana Hadjithomas actief als auteur, fotograaf, filmmaker, kunstenaar en docent. Hun werken bestaan uit boeken, foto- en video-installaties, korte films en speelfilms. Hun film Al bayt al zahr (Around the Pink House) werd in 1999 geselecteerd als Libanese inzending voor de Oscar voor beste niet-Engelstalige film maar niet genomineerd. Hun meest succesvolle film Yawmon Akhar (A Perfect Day) behaalde in 2005 verscheidene filmprijzen op internationale filmfestivals. 

## Filmografie
- Al bayt al zahr (Around the Pink House) (1999)
- Khiyam (documentaire, 2000)
- Ramad (Ashes) (kortfilm, 2002)
- Al film al mafqud (The Lost Film) (documentaire, 2003)
- Yawmon Akhar (A Perfect Day) (2005)
- Open the Door please/Childhood (kortfilm, 2007)
- Je veux voir (I Want to See) (2008)
- The Lebanese Rocket Society (documentaire, 2012)
- ISMYRNA, in conversation with Etel Adnan (documentaire, 2016)
- Memory Box (2021)

## Prijzen en nominaties
De belangrijkste:
| Jaar | Prijs                    | Categorie         | Film          | Uitslag  |
| ---- | ------------------------ | ----------------- | ------------- | -------- |
| 2005 | Filmfestival van Locarno | Don Quixote Award | A Perfect Day | Gewonnen |
| 2005 | Filmfestival van Locarno | FIPRESCI-prijs    | A Perfect Day | Gewonnen |